# مانوئل یونگلاس
مانوئل جونگلاس (انگلیسی: Manuel Junglas؛ زادهٔ ۳۱ ژانویهٔ ۱۹۸۹) بازیکن فوتبال اهل آلمان است.
از باشگاه‌هایی که در آن بازی کرده‌است می‌توان به باشگاه فوتبال آرمینیا بیله‌فلد، باشگاه فوتبال وی‌اف‌آر آلن، و باشگاه فوتبال آلمانیا آخن اشاره کرد.
وی همچنین در تیم ملی فوتبال جوانان آلمان بازی کرده‌است.